# The Faculty
The Faculty és una pel·lícula de ciència-ficció de terror estatunidenca de Robert Rodriguez estrenada el 1998. Ha estat doblada al català.

## Argument
Herrington High és una high school o Institut de d'educació secundària, estatunidenc com molts d'altres. Poc després del descobriment d'un organisme viu desconegut, alguns alumnes comencen a sospitar que alguna cosa especial passarà a l'escola, alguns professors i alguns alumnes es comporten estranyament. Un grup d'alumnes decideixen aclarir-ho i descobreixen que estan envaïts per extraterrestres.

## Repartiment
- Elijah Wood: Casey Connor
- Josh Hartnett: Zeke Tyler
- Clea DuVall: Stokely « Stokes » Mitchell
- Jordana Brewster: Delilah Profitt
- Laura Harris: Marybeth Louise Hutchinson
- Shawn Hatosy: Stan Rosado
- Robert Patrick: l'entrenador Joe Willis
- Bebe Neuwirth: la principal Valerie Drake
- Jon Stewart: el professor Edward Furlong
- Famke Janssen: Elizabeth Burke
- Piper Laurie: Karen Olson
- Daniel von Bargen: John Tate
- Salma Hayek: la infermera Rosa Harper
- Christopher McDonald: Frank Connor
- Usher: Gabe Santora
- Danny Masterson: un alumne buscant de la droga

## Producció

### Gènesi del projecte
The Faculty és en principi una història de David Wechter i Bruce Kimmel. El guió després és escrit per Kevin Williamson, famós per al seu treball a la saga Scream, i especialista del cinema de terror r ((I Know What You Did Last Summer, Cursed, etc.). Robert Rodriguez és llavors contractat per l'estudio per només dirigir el film, el que s'anomena un « film d'encàrrec ». És una situació no habitual per a Rodriguez, que fins aleshores ocupava gairebé totes les places en els films en que participava (realitzador, guionista, muntador, productor, etc.). A The Faculty, només fa de director i muntador.

### Repartiment dels papers
Tot i que es va tractar d'un encàrrec « imposat » pel estudi, Rodriguez ha pogut contractar la seva amiga Salma Hayek, que ja havia treballat amb ell a Roadracers, Desperado i Obert fins a la matinada.
Charisma Carpenter en principi havia de tenir el paper de Delilah, però va haver de renunciar per la seva participació en la sèrie Buffy the Vampire Slayer. Va ser doncs reemplaçada per Jordana Brewster. La seva companya de Buffy, Sarah Michelle Gellar va rebutjar igualment d'interpretar un paper al film. Jessica Alba va fer una audició per al paper de Delilah.
Pel que fa al paper de la directora Valerie Drake, l'actriu Gillian Anderson era la primera tria.
El film marca el començament de la carrera a la pantalla del jove Usher, a l'època conegut com a cantant de R'n B.
La germana de Robert Rodriguez apareix al film, al paper d'una filla punk que parla a Marybeth al despatx.

### Rodatge
El film ha estat rodat a Texas, principalment a Austin. Algunes escenes han estat rodades a Dallas i a la high school de Lockhart (Texas).

## Picades d'ull
- Al començament del film, es pot veure un graffiti

| « | Tito and Tarantula | » |

 ». Tito and Tarantula és un grup de rock llatí que ha col·laborat amb Robert Rodriguez a Desperado i Obert fins a la matinada.
- Quan dels estudiants han trucat per anar al despatx de la principal, es menciona el nom de Tommy Nix. Tommy Nix és un amic de Rodriguez, que va coescriure i actuar al seu telefilm Roadracers.
- Al mig del film, Stokely evoca dos novel·les de ciència-ficció: La Invasió dels profanadors de Jack Finney i Els amos del món de Robert A. Heinlein.